# Brionplein

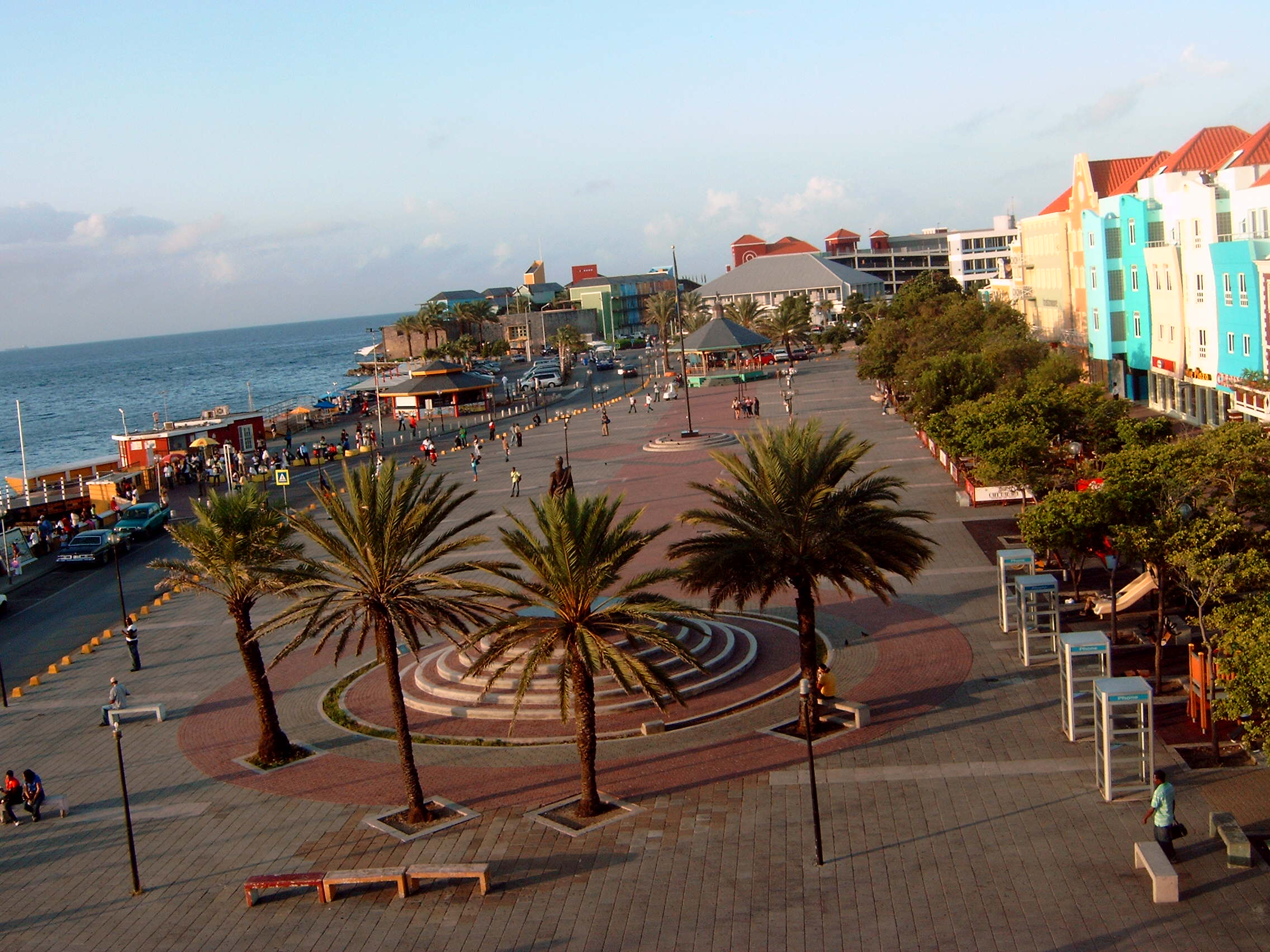
Het Brionplein gezien vanuit het noorden, vooraan het standbeeld voor Brion, achteraan het Riffort

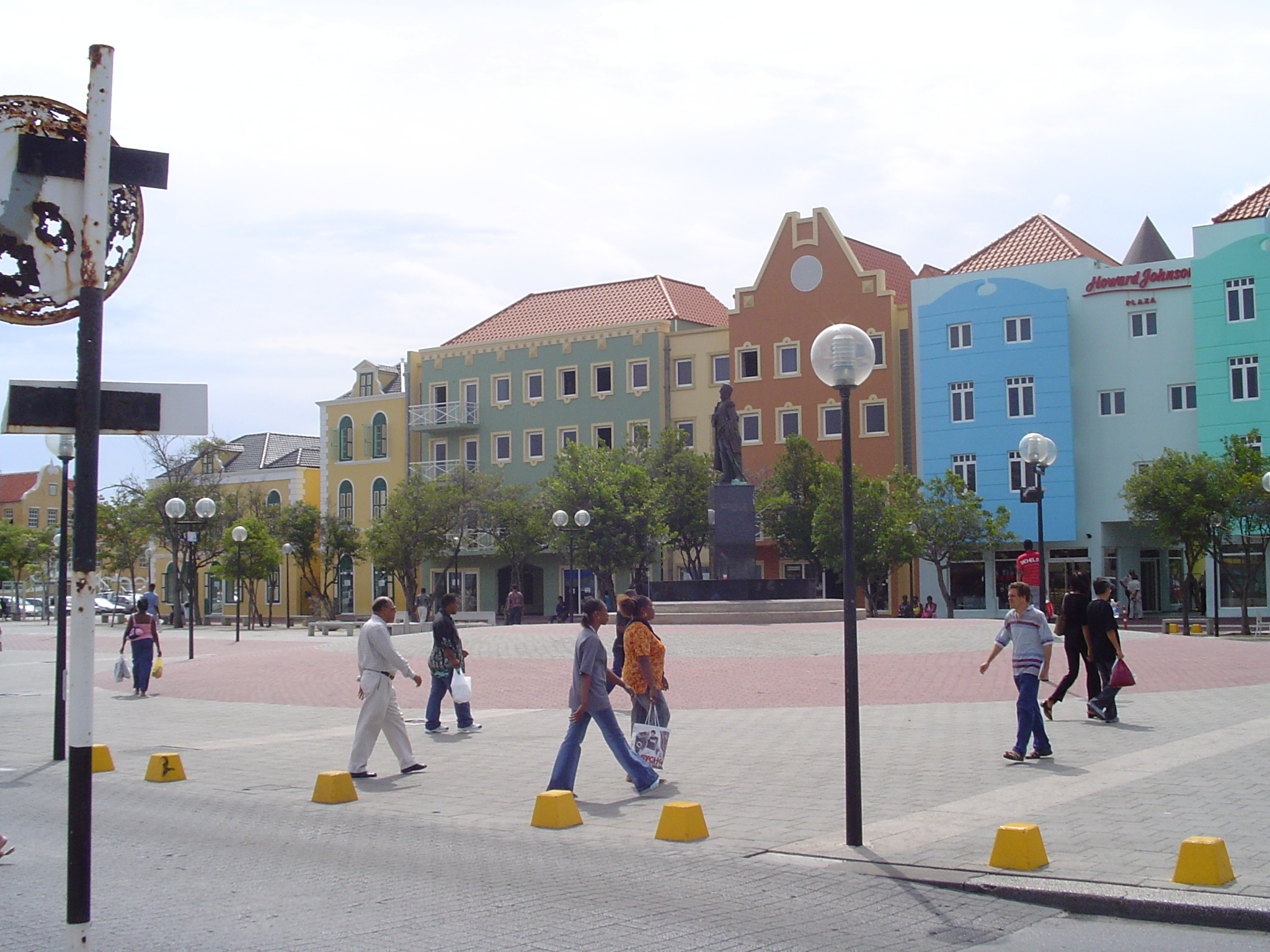
De westkant van het Brionplein

Het Brionplein is een plein in het stadsdeel Otrobanda van Willemstad op Curaçao. 
Het plein draagt de naam van Admiraal Pedro Luis Brión, een Curaçaoënaar die veel heeft bijgedragen aan de Zuid-Amerikaanse vrijheidsstrijd in de 19e eeuw; van hem staat een standbeeld op het plein. Deze naam werd toegekend op 27 september 1921, de 100ste sterfdag van Luis Brion. Het plein wordt ook wel Awasá genoemd. Dit komt van awa salu, hetgeen zout water betekent.
Het ligt westelijk van de ingang tot de baai met de pontonbrug. Aan de zuidelijke kant van het plein ligt het Riffort (tegenwoordig een winkelcentrum met galeries, winkels en restaurants). In de zuidwestelijke hoek ligt een koloniaal pand dat het politiebureau herbergt. Aan de westelijke kant van het plein ligt een hotel, winkels en daarachter de bisschoppelijke gebouwen. De noordelijke kant van het plein wordt begrensd door Hotel-casino Otrobanda met in de westelijke hoek een deel van het museum Kurá Hulanda. De oostelijke kant van het plein wordt begrensd door het water dat toegang geeft tot de Sint Annabaai; via de Koningin Emmabrug (pontjesbrug) bereikt men het stadsdeel Punda.
Het plein geeft meestal een levendige aanblik met verkopers van toeristenwaar, een kiosk waar soms muziek wordt gemaakt en met terrasjes aan de westzijde.

## Festiviteiten
In 2008 werd hier in de buitenlucht het Koninkrijksconcert gehouden.